# Алисте

Алисте, Самора

Алисте (исп. Aliste) — район (комарка) в Испании, входит в провинцию Самора в составе автономного сообщества Кастилия и Леон.

## Муниципалитеты
1. Абехера-де-Табара
2. Альканьисес
3. Алькорсильо
4. Арсильера
5. Берсиянос-де-Алисте
6. Бермильо-де-Альба
7. Буй
8. Брандиланес-де-Алисте
9. Кабаньяс-де-Алисте
10. Кампогранде-де-Алисте
11. Кастро-де-Альканьисес
12. Сеадеа
13. Домес-де-Альба
14. Эль-Пойо
15. Феррерас-де-Абахо
16. Фигеруэла-де-Абахо
17. Фигеруэла-де-Арриба
18. Флечас
19. Флорес-де-Алисте
20. Фонфриа
21. Форнильос-де-Алисте
22. Фрадельос
23. Гальегос-дель-Кампо
24. Гальегос-дель-Рио
25. Грисуэла
26. Латедо
27. Лобер
28. Ла-Торре-де-Алисте
29. Маиде
30. Мательянес
31. Мельянес
32. Мольдонес
33. Моверос
34. Нуэс-де-Алисте
35. Паласуэло-де-лас-Куэвас
36. Побладура-де-Алисте
37. Пуэркас-де-Алисте
38. Рабаналес
39. Рабано-де-Алисте
40. Рибас
41. Риофрио-де-Алисте
42. Риомансанас
43. Сальто-де-Кастро
44. Самир-де-лос-Каньос
45. Сан-Блас
46. Сан-Кристобаль-де-Алисте
47. Сан-Хуан-дель-Ребольяр
48. Сан-Мамед
49. Сан-Мартин-де-Табара
50. Сан-Мартин-дель-Педросо
51. Сан-Педро-де-лас-Эррерияс
52. Сан-Висенте-де-ла-Кабеса
53. Сан-Витеро
54. Санта-Ана
55. Саррасин-де-Алисте
56. Сехас-де-Алисте
57. Тола
58. Толилья
59. Трабасос
60. Уфонес
61. Валер-де-Алисте
62. Вега-де-Нуэс
63. Вильярино-де-Себаль
64. Вильярино-де-Мансанас
65. Вильярино-Трас-ла-Сьерра
66. Виньяс
67. Вивинера